# الحسين الأفطس
الحُسَيْن بن الحَسَن الأفْطَس بن عَلِيّ الأصْغَر بن عَلِيّ زَيْن العابِدين بن الحُسَيْن بن عَلِيُّ بن أبِي طالِب الهاشِميّ، المعرُوف اختصارًا باسم الحُسَيْن الأفْطَس، هو ثائرٌ من العَلَويِّين في مَكَّة، خرج على أيَّام الخَليفة العَبَّاسِي عَبدُ الله المأمُون بين مُحَرَّم 199 و جَمادَى الآخِرة 200 هـ / أُغُسْطُس 814 - يناير 816 م.
كان الحُسَيْن الأفْطَس مُؤيداً لثورة أبُو السَّرايا الشِّيباني في البِداية، وبعد مقتل الأخير، بقي فترة مُتمرداً، حتى أرغم أهالي مَكَّة على مُبايعة قريبه مُحَمَّد بن جَعْفَر الصَّادِق على كراهةٍ منه أميراً للمُؤمِنين، إلا أن ذلك كان صُورياً، فقد كان الأمر والنهي بيد الحُسيْن الأفْطَس وقريبٌ لهُ يُدعى عَلِيّ بن محمد بن جعفر الصادق، فكانا سيئين السِّيرة والسُّمعة، وأفسدوا في مكَّة، حتى حاربهُم الأمير إسْحاق بن مُوسى العَبَّاسِي، وأخرجهم على أمان من مَكَّة.

## نشأته
ينتمي الحُسَيْن الأفْطَس إلى عائلة عَلَويَّة ثائرة على حُكم العَبَّاسِيِّين، فقد خرج أبُوه الحَسَن الأفْطَس مع مُحَمَّد النَّفس الزكيَّة ضد حُكم الخليفة أبُو جَعْفَر المَنْصُور، إلا أنه وبعد فشل ثورة النَّفس الزكيَّة، آثر الحَسَن الأفْطَس على الاختفاء، إلا أن الإمام جَعْفَر الصَّادِق كان يحظى بمكانة مهمة عند الخليفة المَنْصُور، وطلب منهُ العفو عنه تقرباً وحُباً لرسُولِ الله، فقبل المَنْصُور وعفا عنه.

### نسبه
هو الحُسَيْن بن الحَسَن (المشهُور بالأفْطَس وعُرف بنُوه ببنو الأفْطَس) بن عَلِيّ الأصْغَر بن عَلِيّ زَيْن العابِدين بن الحُسَيْن بن عَلِيّ بن أبي طالِب.
والدتُه هي ابنة خالد بن أبي بكر عُبيد الله بن عَبدُ الله بن عُمَر بن الخَطَّاب.

## نشوب الثورة
قبل خمسةِ أشهُر من بِداية ثوْرة أبو السَّرايا، سيطر الحُسين الأفْطَس بن الحَسَن بن عليّ زينَ العابِدين العلويّ على مدينة مَكَّة في الأوَّل مِن مُحرَّم 199 هـ / الخامِس والعُشْرُون مِن أُغسْطُس 814 م، وذلك بعد أن غادر والي مَكَّة الأمير داوُد بنُ عِيسى العَبَّاسِيّ ومعهُ بَنو العَبَّاس مدينة مَكَّة، رُغم مُطالبة مسرُور الكَبير، وذلك حِفظاً لبيت الله الحَرَام وقُدسيَّة المكان. قام الحُسَين الأفْطَس بخلع كَسْوَةِ الكَعْبة المُشرَّفة، وفرَّقها بين أصحابِه من بني عَمِّه وأتباعِهِ على مراتِبهُم عِنده، مُعتبِراً أن هذه الكَسْوَة، هي كَسْوَةِ الظَّلَمة أيّ العَبَّاسِيّين، وطرح عليها كَسْوَة جديدة بعثها إليه أبو السَّرايا آنذاك، واستمرَّ الحُسين الأفْطَس مُسيطرًا على مَكَّة، وكُلما سَمِع بوجود وديعة لبني العَبَّاس عِند أحدٍ في المدينة، يهجم عليه في دارِه، فإن وجد عنده شيئاً أخذهُ وعاقبُه، وإن لم يجد عِنده شيئاً، حبسهُ وعذَّبُه حتى يفتدي نفسُه بِطُولِه، وكان لديهِ رجُل من أهل الكُوفة، يملُك دارًا تُدعى دار العَذاب، فأخافوا النَّاس، وهرب مِنهم الكثير من أصحاب النِّعَم والثَّراء، فتعقَّبهُم وهدم منازِلهُم، وقلعوا الحديد الذي كان على شبابيك زَمْزَم، وبيِعَ بثمنٍ بخِس.
بعد أن بلغ الحُسين الأفْطَس ومَن معهُ من العَلويين أن النَّاس يكرهون سُوء سيرَتِه ومَن معه، إضافةً إلى وُصول خَبَر مَقْتل أبو السَّرايا في العاشِر مِن رَبيع الأوَّل 200 هـ / الواحِد والعُشْرُون مِن أُكْتُوبَر 815 م، وأنَّ العَبَّاسيين قرروا طرد العَلويين مِن العِراق وكُورِها على خلفيَّة وُقوفِهم إلى جانب أبو السَّرايا، اجتمع وُجُوه العَلويين في مَكَّة وعلى رأسهم الحُسين الأفْطَس مع مُحَمَّد الدِّيباجْ بن الإمام جَعْفَر الصَّادِق، وكان معروفًا بالدّيباج لحُسن وجهه، وكان شيخًا وادِعًا ومُحبَّبًا، ورغم أنه كان كارهًا لها، إلا أن الحُسين الأفْطَس جلب إليه جمعٌ من أهالي مَكَّة، وأرغَمَهُم على مُبايعة مُحَمَّد الدِّيباج، وذلك في الرَّابِع والعُشْرُون مِن رَبيع الآخِر 200 هـ / الرَّابِع مِن دِيسَمْبَر 815 م، فبايعوه طُوعاً وكُرهاً، وسمُّوه أمير المُؤمنين، على الرُّغم من أنَّهُ ليس لهُ من الأمر شيئاً، فالحُسين الأفْطَس هو الآمر النَّاهي، وكان ولد مُحَمَّد الدّيباج ويُدعى عليّ ومعهُ الحُسين الأفْطَس، قد زادوا في بَغيهم وسُوء السيرة، وقد تعدّوا الأموال إلى الأعراض، فقد قام الحُسَيْن الأفْطَس بالتعرُّض لامرأة فهريَّة وكانت مُتزوجة رجُل من بَني مَخْزُوم، وكانت بارعة الجمال، فأرسل إليها للقُدوم إليه، وحينما رفضت، أرسل جماعة من أصحابِه فكسروا باب الدَّار، وقبضوا عليها، وذهبوا بها إلى الأفْطَس، وبقيت عنده حتى هربت خلال حربه ضد العَبَّاسِيِّين.
وكان لصاحب الأفْطَس عليّ بن مُحَمَّد حِكاية أخرى، حيث أنه وَثب على غُلام قُرشي وهو ابن قاضٍ في مَكَّة، يُدعى إسحاق بن مُحَمَّد، وكان جميل المحيا، فاقتحم عليه نهاراً جهاراً في داره، وحملهُ على فرسه في السَّرج، وتجوَّل في السوق حتى نزل في دار داُود بن عيسى طريق مُنى، وكان ذلك على مرأى ومَسمع من أهالي مَكَّة، فضاقوا ذرعًا لما قام به، فقرروا إغلاق محلَّاتهم، واجتمعوا في المَسجِد الحَرام، وذهبُوا مع الطَّوَّافُون نحو دار مُحَمَّد بن جَعْفَر الصادق المعرُوف بمُحَمَّد الديباجْ، مُحتجين على تصرُّفاتِه، وهددوا بخلعِه وقَتلِه حتى يرد على مطالبِهم، حيث قالوا:«والله لنخلعنَّك ولنقتُلنَّك! أو تردن إلينا هذا الغُلام الذي ابنك أخذهُ جُهرةً» فأغلق باب الدَّار عليهم، وكلمهم من الشُّباك الشارع في المسجد، فقال: «والله ما علمت»، فأرسل إلى الأفْطَس يسأله التوجُّه إلى ابنه عَلِي ويستنقذ الغُلام منه، فأبى الأفْطَس، وقال له:«والله إنك لتعلم أني لا أقوى على ابنك! ولو جئته لقاتلني وحاربني في أصحابِه!»، فلما رأى ذلك مُحَمَّد الدّيباج قال لأهالي مَكَّة:«آمنوني حتى أركُب إليه وآخذ الغُلام منه»، فأمنوه، وأذنوا لهُ في الركوب، وذهب بنفسه إلى ابنه، فأخذ الغُلام منه وسلمه إلى أهله.
وبعد أيَّام من هذه الحادثة، جاء الأمير إسحاق بن مُوسَى العبَّاسي والي اليمن على رأس الجيش العَبَّاسِي، فقاتلهم أيامًا، ولكنَّهُ كره القِتال والحَرب، إلا أن ورقاء بن جميل ومن معه أقنعوه بالبقاء، ودارت معركة ضد العَلويين وكان على رأسهم مُحَمَّد الدّيباج، فلما انهزم، طلب الأمان له ولمن معه حتى يخرجوا من مَكَّة، ويذهبوا حيث شاؤوا، فأجيبوا وأُمهلوا ثلاثة أيام، فخرجوا مِنها، ودخل الجيش العبَّاسي مكة وأمَّن أهلها، وذلك بحلول جَمادى الآخِرة 200 هـ / يَنايِر 816 م.

## ما بعد الثورة
في أثناء مسير مُحَمَّد الدّيباج ومن معه نحو جَدَّة، لقيُه رجُل يُدعى مُحَمَّد بن حكيم بن مُروان، وكان الحُسين الأفْطَس ومن معه، قد قاموا سابقاً باقتحام دارُه، وعذَّبوه عذاباً شديداً، فلمَّا علم بخُروجهم، جمع عبيداً وجمراً غفيراً مِنهم للحاق به، وكان من موالي بَنو العَبَّاس، فنهب قافلته وجرَّدهُ مِمَّا معه، وهمَّ بقتلِه، إلا أنَّهُ آثر ذلك وترك لهُ بعضاً من الدراهم والملابس، وقد وقعَ فيما بعد، بينه وبين هارون بن المسيب، والي المَدينة العَبَّاسي، قِتال، فانهزم مُحَمَّد الدّيباج، وفُقئت عينُه بنشَّابة، وقُتل من أصحابِه عدد كبير، وقد يكون منهم الحُسَيْن الأفْطَس ولكن لا يُعلم ذلك.
وكان الدّيباج قد طلب الأمان من رَجاء، ابن عَم الفَضْل بنُ سَهْل، فدخل مَكَّة، يوم الأحد، الثَّاني عَشَر مِن ذو الحِجَّة / الخامِس عَشَر مِن يُوليو مِن نفسِ العام، وأعلن خَلع نَفْسِه، أمام الحُجَّاج وجمعٌ من وُجوه قُريش، وبايعَ المأمُون، ثُمَّ سلَّمهُ الحَسَن بنُ سَهْل إلى الخليفة المأمُون، فعفى عنه، وأكرَمَه، وجعلهُ يُقيم عِندهُ في مَرُو حتَّى تُوفي مُحَمَّد الدّيباج في جَرْجان سنة 203 هـ / 818 م، وصلَّى عليهِ المأمُون.

## حياته الشخصية
للحُسَيْن الأفْطَس ولدان هُما الحَسَن وعَبدُ الله، ولهُ أربعة من الإخوة، هم:
- الحَسَن المَكْفُوف
- عَليّ الحريري، وأمُّه أُم ولد تُدعى عبادة
- عُمَر
- عَبدُ الله

### فهرس المنشورات
1. 1 2  ابن عنبة (1961)، ص. 339 - 340.
2. ↑  ابن عنبة (1961)، ص. 344.
3. 1 2 3 4 5  الطبري (2004)، ص. 1777.
4. ↑  ابن خلدون (2000)، ج. 3، ص. 304.
5. ↑  الخضري (2003)، ص. 168-169.
6. ↑  الخضري (2003)، ص. 169.
7. ↑  الطبري (2004)، ص. 1778.
8. ↑  ابن الأثير (2005)، ص. 926.

### معلومات المنشورات كاملة
الكتب مرتبة حسب تاريخ النشر
- ابن عنبة (1961)، عمدة الطالب في أنساب آل أبي طالب، تحقيق: محمد حسن الطالقاني (ط. 2)، النجف: المطبعة الحيدرية، OCLC:235980141، QID:Q117467749{{استشهاد}}:  صيانة الاستشهاد: ref duplicates default (link)
- ابن خلدون (2001)، تاريخ ابن خلدون، تحقيق: خليل شحادة، بيروت: دار الفكر للطباعة والنشر والتوزيع، OCLC:4771121968، QID:Q113632106
- محمد الخضري بك (2003). الدولة العباسية. مراجعة: نجوى عباس. القاهرة: مؤسسة المختار للنشر. ISBN:978-977-5283-97-9. OCLC:54844608. OL:31601253M. QID:Q123224571.
- ابن كثير الدمشقي (2004)، البداية والنهاية، تحقيق: أبو صهيب الكرمي (ط. 1)، لبنان: بيت الأفكار الدولية، OCLC:1014077365، QID:Q123368203
- محمد بن جرير الطبري (2004). تاريخ الأمم والملوك، تاريخ الطبري: طبعة مقدم لها بتوضيح في أسانيد الطبري وبيان المؤاخذات عليها، وصححت النسخة على أصح النسخ الموجودة، وخدمت بفهارس للآيات وفهارس للأحاديث، وفهارس للموضوعات. مراجعة: أبو صهيب الكرمي. عَمَّان: بيت الأفكار الدولية. ISBN:978-9957-21-152-3. OCLC:956977290. QID:Q123224476.
- ابن الأثير الجزري (2005)، الكامل في التاريخ، مراجعة: أبو صهيب الكرمي، عَمَّان: بيت الأفكار الدولية، OCLC:122745941، QID:Q123225171